# (26966) 1997 RL3
(26966) 1997 RL3 es un asteroide perteneciente al cinturón de asteroides, descubierto el 4 de septiembre de 1997 por el equipo del Beijing Schmidt CCD Asteroid Program desde la Estación Xinglong, Hebei, China.

## Designación y nombre
Designado provisionalmente como 1997 RL3.

## Características orbitales
1997 RL3 está situado a una distancia media del Sol de 2,554 ua, pudiendo alejarse hasta 2,943 ua y acercarse hasta 2,165 ua. Su excentricidad es 0,152 y la inclinación orbital 8,043 grados. Emplea 1490,61 días en completar una órbita alrededor del Sol.

## Características físicas
La magnitud absoluta de 1997 RL3 es 14,43.